# Alena Anisim
Alena Mikalajeŭna Anisim, (bielorusso:Але́на Мікала́еўна Ані́сім; russo:Еле́на Никола́евна Ани́сим; (nata Amelčyc; Stoŭbcy, 28 settembre 1962), è una politica e linguista bielorussa, membro della Camera dei Rappresentanti della Bielorussia dal 2016 al 2019, indipendente ed esponente dell'opposizione al regime di Aleksandr Lukashenko, Nel 2019 le fu impedito di ricandidarsi alla Camera e di presentarsi alle elezioni presidenziali di quell'anno.
È a capo della Società di lingua bielorussa Francišak Skaryna, ora vietata.

## Biografia
Anisim è nata il 28 settembre 1962 in una famiglia di contadini nella città di Stoŭbcy, nella regione di Minsk.
Nel 1983 si è laureata presso la Facoltà di Filologia dell'Università Statale Bielorussa. Ha poi lavorato come insegnante di scuola materna e secondaria. Dal 1991 è stata ricercatrice associata presso l'Istituto di Linguistica Yakub Kolas dell'Accademia Nazionale delle Scienze della Bielorussia. Dal 2017 è presidente della Società di lingua bielorussa Francišak Skaryna. Dal 2017 al 2018 ha promosso attivamente la creazione della prima università in lingua bielorussa, intitolata a Nil Hilevich, a Minsk. Tuttavia, il progetto è stato respinto dal Ministero dell'Istruzione: ha ritenuto ingiustificato il finanziamento statale di un'altra università in presenza di più di cinquanta atenei e un calo del numero di candidati.
Nel 2014 Anisim è diventata coordinatrice del Congresso panbielorusso per l'indipendenza. Nello stesso anno, il Congresso degli intellettuali bielorusso la nominò alla presidenza. Tuttavia, avendo avviato un'azienda, si ritirò bruscamente dalla corsa.
Nel 2016, lei e Hanna Kanapatskaya sono state elette alla Camera dei Rappresentanti della Bielorussia, i primi due politici dell'opposizione a ottenere seggi in vent'anni. Quando hanno cercato di registrare le loro candidature per le elezioni del 2019, sono state rifiutate dalla Commissione elettorale centrale del regime di Lukashenko.
Nel 2019 ha annunciato la sua candidatura alla presidenza della Bielorussia in un'intervista alla stazione radiofonica European Radio for Belarus e di non ritirare la sua candidatura (come l'ultima volta). Dopo che anche questa domanda fu respinta, tornò all'Istituto Yakub Kolas dopo aver completato il suo mandato alla Camera dei Rappresentanti.
Il 17 maggio 2023, Anisim è stata arrestata presso l'Accademia Nazionale delle Scienze della Bielorussia e condannata a 12 giorni di arresto amministrativo e licenziata.

## Vita privata
È sposata e ha tre figli adulti.